# Hervormde kerk (Ritthem)
De Hervormde kerk (ook: Protestantse kerk) is een protestants kerkgebouw te Ritthem, gelegen aan Weverstraat 1.

## Geschiedenis
Deze kerk werd gesticht als Onze-Lieve-Vrouwekerk en was een dochterkerk van de parochie van West-Souburg. De oorsprong van de kerk ligt in de 14e eeuw. Tijdens godsdiensttwisten van 1572-1574 werd de kerk beschadigd. De reformatie deed op Walcheren betrekkelijk vroeg haar intrede. De Ritthemse protestanten kerkten aanvankelijk in Oost-Souburg, terwijl de Ritthemse kerk enige tijd ongebruikt bleef.
In 1611 werd het schip herbouwd, zij het zonder koor. In 1612 werd de Hervormde gemeente van Ritthem ingesteld en kwam er een predikant. In 1882 werd een consistorie aangebouwd. Restauraties vonden plaats in 1920-1922, 1968 en 2002. Na 2002 werd de kerk zowel gebruikt voor kerkdiensten als voor culturele evenementen.

## Gebouw
Het oudste deel is de gotische toren, welke vroeg-14e-eeuws is. De toren heeft drie geledingen en helt sterk. De hoekblokken zijn van kalksteen. Steunberen werden in de 16e eeuw toegevoegd, evenals de klokkenverdieping en de ingangspartij.
Het eenbeukige schip stamde oorspronkelijk uit het begin van de 16e eeuw maar werd, na de verwoesting van 1572-1574, in 1611 hersbouwd met vlak afgesloten koorzijde.
Tot de inventaris behoren een preekstoel van omstreeks 1650, en een doophek van 1787 in Lodewijk XVI-stijl. In de toren hangt een klok van 1613, gegoten door Johannes Burgerhuys.